# Radball-Weltcup 2014
Der Radball-Weltcup 2014 war die 13. Austragung des von der UCI veranstalteten Radball-Weltcups. Die Turnier-Serie begann am 5. April 2014 und endete am 6. Dezember 2014 anlässlich des Weltcup-Finales in Großkoschen. 
Für den Weltcup qualifizieren sich je drei Teams aus den vier besten Nationen der letzten Weltmeisterschaft und je zwei Teams aus den beiden Nationen auf Rang fünf und sechs. Aus allen weiteren Ländern ist maximal ein Team teilnahmeberechtigt. Hinzu kommen jedoch noch die Teams, welche mit einer Wildcard des Veranstalters teilnehmen können.
Sieger wurde das Team RC Höchst aus Österreich mit Patrick Schnetzer und Markus Bröll vor dem RC Winterthur aus der Schweiz und dem SV Eberstadt aus Deutschland.

## Turnier-Übersicht
| Turnier    | Austragungsort | Datum              | Gewinner      | Zweiter       | Dritter       |
| ---------- | -------------- | ------------------ | ------------- | ------------- | ------------- |
| 1. Turnier | Kostheim       | 5. April 2014      | SV Eberstadt  | RS Altdorf    | RVS Obernfeld |
| 2. Turnier | Sangerhausen   | 14. Juni 2014      | RC Höchst 2   | RC Höchst 1   | RMC Stein     |
| 3. Turnier | Krofdorf       | 28. Juni 2014      | RVS Obernfeld | RC Winterthur | RMC Stein     |
| 4. Turnier | Ōita           | 23. August 2014    | RV Dornbirn   | VC Dorlisheim | VfH Tokyo 1   |
| 5. Turnier | Mosnang        | 30. August 2014    | RC Höchst 1   | RS Altdorf    | SV Eberstadt  |
| 6. Turnier | Oftringen      | 13. September 2014 | RC Winterthur | RS Altdorf    | RC Höchst 2   |
| 7. Turnier | St. Gallen     | 11. Oktober 2014   | RC Winterthur | RC Höchst 2   | RMC Stein     |
| 8. Turnier | Höchst         | 25. Oktober 2014   | Favorit Brünn | RC Höchst 1   | RC Höchst 2   |
| Finale     | Großkoschen    | 6. Dezember 2014   | RC Höchst 1   | RC Winterthur | SV Eberstadt  |

## Punktestand
Für jedes Weltcupturnier werden Weltcuppunkte vergeben. Nach allen acht Turnieren werden die Punkte für jedes Team addiert und die acht Teams mit den meisten Punkten gelangen in den Final. Ebenfalls im Final spielt ein Team aus Asien und das Heimteam (Wildcard) des Veranstalters.
| Rang   | 1  | 2  | 3  | 4  | 5  | 6  | 7  | 8  | 9  | 10 |
| Punkte | 50 | 45 | 40 | 35 | 30 | 25 | 20 | 18 | 16 | 14 |

Der Punktestand entscheidet nur darüber, welche Teams in den Final gelangen. Im Finale hatten jedoch alle Teams wieder die genau gleichen Chancen zu Gewinnen.
Die mit  gelb  hinterlegten Teams sind qualifiziert für den Final. Rechts sind die Ränge bei den einzelnen Turnieren dargestellt.
| Rang | Team             | Spieler            | Spieler                     | Punkte | Starts | Kostheim       | Sangerhausen   | Krofdorf       | Oita           | Mosnang        | Oftringen      | St. Gallen     | Höchst         |
| ---- | ---------------- | ------------------ | --------------------------- | ------ | ------ | -------------- | -------------- | -------------- | -------------- | -------------- | -------------- | -------------- | -------------- |
| 1    | RC Winterthur    | Marcel Waldispühl  | Peter Jiricek               | 180    | 4      | –              | –              | Silbermedaille | –              | 4              | Goldmedaille   | Goldmedaille   | –              |
| 2    | RC Höchst 2      | Simon König        | Florian Fischer             | 175    | 4      | –              | Goldmedaille   | –              | –              | –              | Bronzemedaille | Silbermedaille | Bronzemedaille |
| 3    | RC Höchst 1      | Patrick Schnetzer  | Markus Bröll                | 175    | 4      | –              | Silbermedaille | 4              | –              | Goldmedaille   | –              | –              | Silbermedaille |
| 4    | RS Altdorf       | Roman Schneider    | Dominik Planzer             | 170    | 4      | Silbermedaille | –              | –              | –              | Silbermedaille | Silbermedaille | –              | 4              |
| 5    | RMC Stein        | Bernd Mlady        | Gerhard Mlady               | 155    | 4      | –              | Bronzemedaille | Bronzemedaille | –              | –              | 4              | Bronzemedaille | –              |
| 6    | RVS Obernfeld    | Manuel Kopp        | Andre Kopp                  | 150    | 4      | Bronzemedaille | 5              | Goldmedaille   | –              | –              | –              | –              | 5              |
| 7    | SV Eberstadt     | Jens Krichbaum     | Marco Rossmann              | 140    | 4      | Goldmedaille   | –              | –              | –              | Bronzemedaille | –              | 5              | 7              |
| 8    | RV Dornbirn      | Martin Lingg       | Jürgen Türtscher            | 135    | 4      | 7              | –              | –              | Goldmedaille   | –              | 5              | 4              | –              |
| 9    | Favorit Brünn    | Pavel Smid         | Petr Skotak                 | 130    | 4      | –              | 6              | –              | –              | 5              | –              | 6              | Goldmedaille   |
| 10   | SC Svitavka 1    | Jiri Hrdlicka      | Pavel Loskot                | 96     | 4      | 5              | 7              | 5              | –              | –              | –              | 9              | –              |
| 11   | VCE Dorlisheim 1 | Benjamin Meyer     | Quentin Seyfried            | 93     | 4      | 9              | 9              | –              | Silbermedaille | –              | –              | –              | 9              |
| 12   | MO Svitavka      | Pavel Vitula       | Pavel Richter               | 79     | 4      | 6              | –              | 8              | –              | 8              | 8              | –              | –              |
| 13   | RMV Pfungen      | Severin Waibel     | Benjamin Waibel             | 79     | 4      | –              | 8              | 9              | –              | –              | –              | 7              | 6              |
| 14   | SNA Gent         | Christoph Baudu    | Peter Martens               | 65     | 3      | –              | –              | 6              | –              | 7              | 7              | –              | –              |
| 15   | HZG Beringen     | Brecht Damen       | Nils Dirikx                 | 64     | 4      | 8              | –              | –              | –              | –              | 10             | 8              | 10             |
| 16   | VC Cronenbourg   | Stephane Bauer     | Frederic Doell              | 42     | 3      | 10             | –              | 10             | –              | 10             | –              | –              | –              |
| 17   | VfH Tokyo 1      | Naoya Kinoshita    | Ko Matsuda                  | 40     | 1      | –              | –              | –              | Bronzemedaille | –              | –              | –              | –              |
| 18   | SV Eberstadt 2   | Christian Heß      | Thomas Abel                 | 35     | 1      | 4              | –              | –              | –              | –              | –              | –              | –              |
| 19   | RSV Sangerhausen | Steve Paffenberger | Mike Pfaffenberger          | 35     | 1      | –              | 4              | –              | –              | –              | –              | –              | –              |
| 20   | Kuramae 1        | Yosuke Fujita      | Munehiro Tokikura           | 35     | 1      | –              | –              | –              | 4              | –              | –              | –              | –              |
| 21   | RSV Osaka 1      | Yusuke Murakami    | Koji Okajima                | 30     | 1      | –              | –              | –              | 5              | –              | –              | –              | –              |
| 22   | Team Azzurra     | Renato Bianco      | Andry Accola                | 30     | 2      | –              | 10             | –              | –              | –              | 9              | –              | –              |
| 23   | Mauba            | Hideki Yasui       | Kazutoshi Ohno              | 25     | 1      | –              | –              | –              | 6              | –              | –              | –              | –              |
| 24   | RMV Mosnang      | Timo Reichen       | Lukas Schönenberger         | 25     | 1      | –              | –              | –              | –              | 6              | –              | –              | –              |
| 25   | VC Oftringen     | Rafael Stadelmann  | Samuel Niklaus              | 25     | 1      | –              | –              | –              | –              | –              | 6              | –              | –              |
| 26   | RSV Krofdorf     | Luca Wagner        | Sascha Götz                 | 20     | 1      | –              | –              | 7              | –              | –              | –              | –              | –              |
| 27   | RSV Osaka 2      | Takuma Tanikawa    | Shoji Goda                  | 20     | 1      | –              | –              | –              | 8              | –              | –              | –              | –              |
| 28   | Hongkong         | Wing Tai Ho        | Chun Hin Kwan               | 18     | 1      | –              | –              | –              | 7              | –              | –              | –              | –              |
| 29   | RC Höchst 3      | Simon Lubetz       | Johannes Bauer              | 18     | 1      | –              | –              | –              | –              | –              | –              | –              | 8              |
| 30   | Johore Bahru     | Zulkifli Senin     | Dahalan Mohd Zikri          | 16     | 1      | –              | –              | –              | 9              | –              | –              | –              | –              |
| 31   | RS Altdorf 2     | Claudio Zotter     | Simon Marty                 | 16     | 1      | –              | –              | –              | –              | 9              | –              | –              | –              |
| 32   | Muar Club        | Khairulaznan Raya  | Ahmad Muhammad Khairulaznar | 14     | 1      | –              | –              | –              | 10             | –              | –              | –              | –              |
| 33   | RC St. Gallen    | Matias Klarer      | Martin Kümin                | 14     | 1      | –              | –              | –              | –              | –              | –              | 10             | –              |

## Weltcup-Finale
Die zehn Teams werden in zwei 5er-Gruppen unterteilt. Innerhalb einer Gruppe spielt dann Jeder gegen Jeden einmal. Danach spielen die Fünftplatzierten der beiden Gruppen um Rang 9 und 10, die beiden Viertplatzierten um Rang 7 und 8 und die beiden Drittplatzierten um Rang 5 und 6. Die Sieger der beiden Gruppen spielen im Halbfinale gegen den Zweitplatzierten der anderen Gruppe um einen Finalplatz. Die Verlierer der beiden Halbfinale spielen um Rang 3 und 4 und die beiden Gewinner um den Gesamtweltcup-Sieg.

### Vorrunde

#### Gruppe 1
| Rang | Team                  | HÖ1   | WIN   | OBE   | GRO   | DOR   | S | U | N | Tore  | Punkte |
| ---- | --------------------- | ----- | ----- | ----- | ----- | ----- | - | - | - | ----- | ------ |
| 1    | RC Höchst 1           |       | 5 : 3 | 5 : 1 | 7 : 2 | 5 : 4 | 4 | 0 | 0 | 22:10 | 12     |
| 2    | RC Winterthur         | 3 : 5 |       | 3 : 3 | 4 : 2 | 4 : 3 | 2 | 1 | 1 | 14:13 | 7      |
| 3    | RV Obernfeld          | 1 : 5 | 3 : 3 |       | 5 : 1 | 4 : 2 | 2 | 1 | 1 | 13:11 | 7      |
| 4    | RSV Grosskoschen (WC) | 2 : 7 | 2 : 4 | 1 : 5 |       | 5 : 3 | 1 | 0 | 3 | 10:19 | 3      |
| 5    | RV Dornbirn           | 4 : 5 | 3 : 4 | 2 : 4 | 3 : 5 |       | 0 | 0 | 4 | 12:18 | 0      |

4-Meter-Schießen um Platz 2: RV Obernfeld - RC Winterthur  3 : 4

#### Gruppe 2
| Rang | Team         | ALT   | EBE    | STE   | HÖ2   | OSA    | S | U | N | Tore  | Punkte |
| ---- | ------------ | ----- | ------ | ----- | ----- | ------ | - | - | - | ----- | ------ |
| 1    | RS Altdorf   |       | 5 : 4  | 8 : 3 | 6 : 3 | 9 : 1  | 4 | 0 | 0 | 28:11 | 12     |
| 2    | SV Eberstadt | 4 : 5 |        | 4 : 4 | 5 : 3 | 10 : 2 | 2 | 1 | 1 | 23:14 | 7      |
| 3    | RMC Stein    | 3 : 8 | 4 : 4  |       | 4 : 3 | 8 : 1  | 2 | 1 | 1 | 19:16 | 7      |
| 4    | RC Höchst 2  | 3 : 6 | 3 : 5  | 3 : 4 |       | 6 : 1  | 1 | 0 | 3 | 15:16 | 3      |
| 5    | RSV Osaka    | 1 : 9 | 2 : 10 | 1 : 8 | 1 : 6 |        | 0 | 0 | 4 | 5:33  | 0      |

4-Meter-Schießen um Platz 2: SV Eberstadt - RMC Stein  4 : 3

### Finalrunde
| 1. Halbfinale           |   |               |           |
| RC Höchst 1             | – | SV Eberstadt  | 7 : 6     |
| 2. Halbfinale           |   |               |           |
| RS Altdorf              | – | RC Winterthur | 0 : 5 (a) |
| Spiel um Platz 9 und 10 |   |               |           |
| RV Dornbirn             | – | RSV Osaka     | 6 : 2     |
| Spiel um Platz 7 und 8  |   |               |           |
| RSV Grosskoschen        | – | RC Höchst 2   | 1 : 9     |
| Spiel um Platz 5 und 6  |   |               |           |
| RV Obernfeld            | – | RMC Stein     | 5 : 2     |
| Spiel um Platz 3 und 4  |   |               |           |
| SV Eberstadt            | – | RS Altdorf    | 6 : 3     |
| FINALE                  |   |               |           |
| RC Höchst 1             | – | RC Winterthur | 5 : 1     |

### Endstand
| Rang           | Team             | Spieler           | Spieler          |
| -------------- | ---------------- | ----------------- | ---------------- |
| Goldmedaille   | RC Höchst 1      | Patrick Schnetzer | Markus Bröll     |
| Silbermedaille | RC Winterthur    | Marcel Waldispühl | Peter Jiricek    |
| Bronzemedaille | SV Eberstadt     | Jens Krichbaum    | Marco Rossmann   |
| 4              | RS Altdorf       | Roman Schneider   | Dominik Planzer  |
| 5              | RV Obernfeld     | Manuel Kopp       | Andre Kopp       |
| 6              | RMC Stein        | Gerhard Mlady     | Bernd Mlady      |
| 7              | RC Höchst 2      | Simon König       | Florian Fischer  |
| 8              | RSV Grosskoschen | Norman Tuppatsch  | Tobias Kolba     |
| 9              | RV Dornbirn      | Martin Lingg      | Jürgen Türtscher |
| 10             | RSV Osaka        | Yusuke Murakami   | Koji Okajima     |